# Lokalisationstheorie
Lokalisationstheorie ist ein Begriff der Hirnforschung und bezeichnet Versuche, die Funktion lokal abgrenzbarer Teile des Gehirns zu bestimmen und so dem Gehirn einen funktionellen „Bauplan“ zuzuschreiben. Typisch sind Darstellungen der funktionellen Areale der Großhirnrinde. Auf zellularer Ebene gehören die Großmutterneurone und Spiegelneurone zur Lokalisationstheorie.
Die einzelnen Lokalisationstheorien begründen sich auf der Lokalisation (Neurologie), also der spezifischen Funktionseinschränkung bei lokalen Schädigungen, sowie der Anatomie des Gehirns und der dadurch möglichen funktionellen Gliederung. Die Phrenologie gliedert topologisch, also ebenfalls lokal.

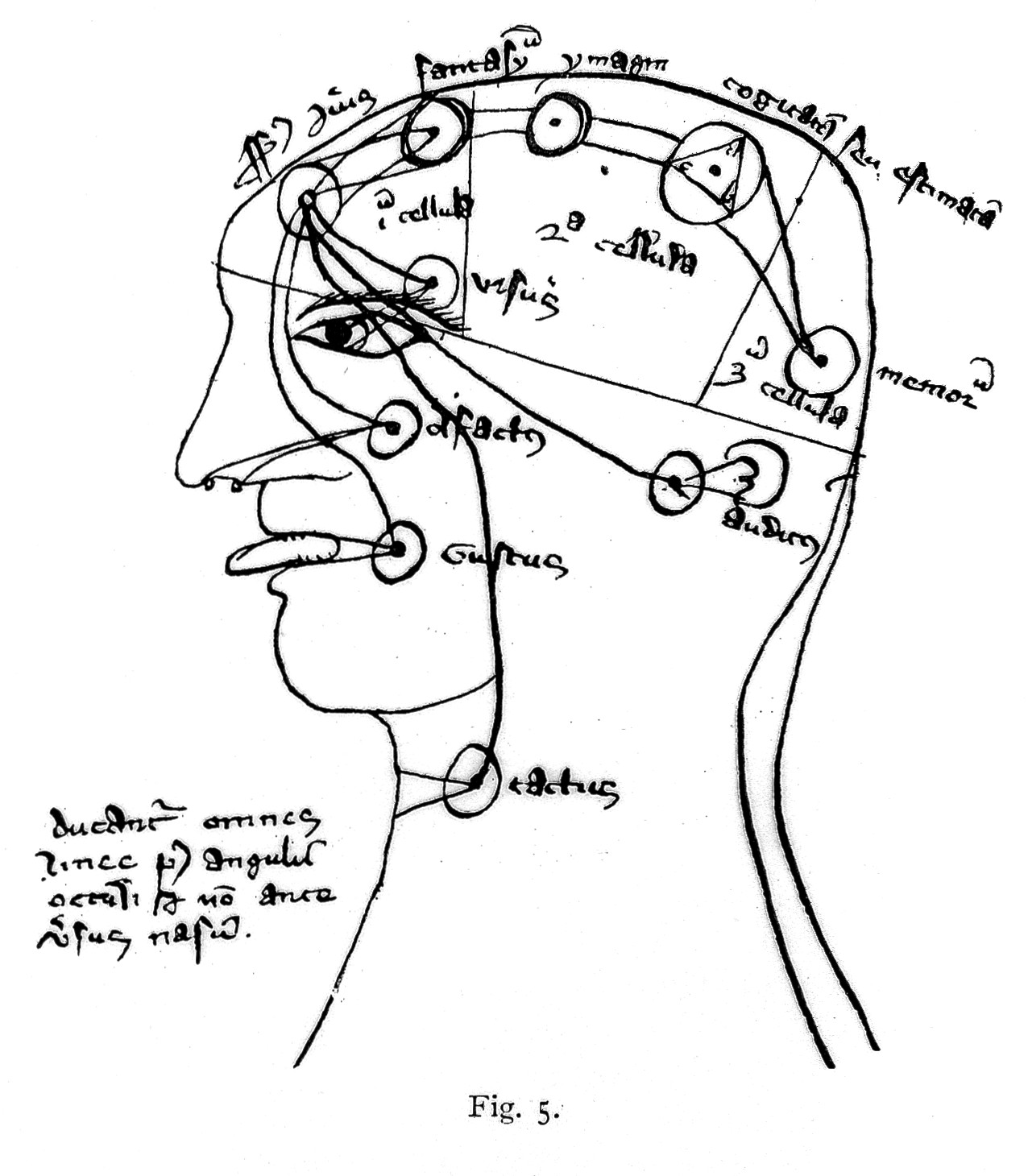
Anatomische Zeichnung aus dem 14. Jahrhundert

Die Lokalisation geistiger Funktionen im Gehirn erfolgte bereits in der Antike. So stellte Hippokrates das Gehirn als Organ des Denkens, der Wahrnehmung und der Beurteilung von gut und böse dar. Eine frühe Lokalisation von kognitiven Funktionen (wie Einbildungskraft, Urteilsvermögen und Gedächtnis) zu speziellen Gehirnregionen findet sich im 14. Jahrhundert bei dem Würzburger Mediziner und Geistlichen Berthold Blumentrost, bei dem anhand einer anatomischen Zeichnung das Gedächtnis (memoria) in der hinteren Gehirnregion angenommen wird. Bouillaud beobachtete 1830 eine Sprachstörung bei Verletzung der Stirnhirnregion. Berühmt wurde eine von Paul Broca 1861 publizierte Fallanalyse.
Im Gegensatz zur Lokalisationstheorie stand die Äquipotentialtheorie. Nach ihr waren alle Gehirnregionen an allen geistigen Funktionen beteiligt. Diese These wurde durch die Beschreibung der Rindenfelder durch Korbinian Brodmann weitgehend entkräftet.
Zunehmende Beachtung findet die Netzwerkgliederung. Funktion wird hier auch im Konnektom realisiert, also nicht allein durch lokale Areale.